# Вербовый Сырт
Вербовый Сырт — посёлок в Первомайском районе Оренбургской области. Входит в состав Шапошниковского сельсовета.

## География
Посёлок расположен на правом берегу реки Балабанка, в 34 км к юго-западу от районного центра посёлка Первомайский.

## История
Основан в 1930 году коммунарами на базе Диулинского сада.

## Население
| 2010 |
| ---- |
| 168  |